# Staatsschuldenquote in der Ukraine
Die Staatsschuldenquote der Ukraine gibt das Verhältnis zwischen den ukrainischen Staatsschulden einerseits und dem ukrainischen nominalen Bruttoinlandsprodukt andererseits an.

## Entwicklung in den letzten Jahren
Die Staatsschuldenquote der Ukraine stieg aufgrund der Finanzkrise zwischen 2008 und 2013 an. Entsprach die Staatsverschuldung von 194,8 Mrd. Ukrainischen Hrywnja Ende 2008 einer Staatsschuldenquote von 20,5 %, so erreichte die Staatsschuldenquote Ende 2013 angesichts eines Schuldenstandes von dann inzwischen 595,6 Mrd. Ukrainischen Hrywnja einen Wert von 40,9 %. Die Schuldenquote stieg 2014 deutlich an – die Ratingagentur Fitch schätzt die Staatsschuldenquote Ende 2014 auf 72 % bei einem Haushaltsdefizit von 13 % ein. Als Grund der sich deutlich verschlechternden Staatsfinanzen wird der Russisch-Ukrainische Krieg seit 2014 angegeben.

## Prognostizierte Entwicklung
Der Internationale Währungsfonds ging im Oktober 2014 davon aus, dass die Staatsschuldenquote der Ukraine bis Ende 2019 bei einem Schuldenstand von dann 1.395,9 Mrd. Ukrainische Hrywnja auf 51,1 % zurückgehen kann.